# デビッド・ブレイン
デビッド・ブレイン （David Blaine、本名：David Blaine White、1973年4月4日 - ）はアメリカ合衆国の奇術師。
耐久技でよく知られており、世界記録樹立・更新を行ってきただけでなく、ストリート/クローズ・アップ・マジックのパフォーマーとしてもよく知られている。
劇場支配人 James Nederlander や The New York Timesは、彼を今日のハリー・フーディーニと呼んでいる。
また、 ニューヨーク・デイリーニューズからも ハリー・フーディーニに近いものと呼ばれている。

## 青年期まで
彼は David Blaine White としてブルックリン区にて、プエルトリコ系アメリカ人のベトナム戦争の退役軍人である父と ニューヨーク州在住のユダヤ系アメリカ人教師である母(1946–1995)との間に生まれた。彼は母親だけに育てられ、ブルックリン中の学校を転々とした。10歳のとき、母親が再婚し、ニュージャージー州リトル・フォールズに引っ越し、そこでブレインは en:Passaic Valley Regional High Schoolに通った。このとき、父親違いのきょうだいがいた。

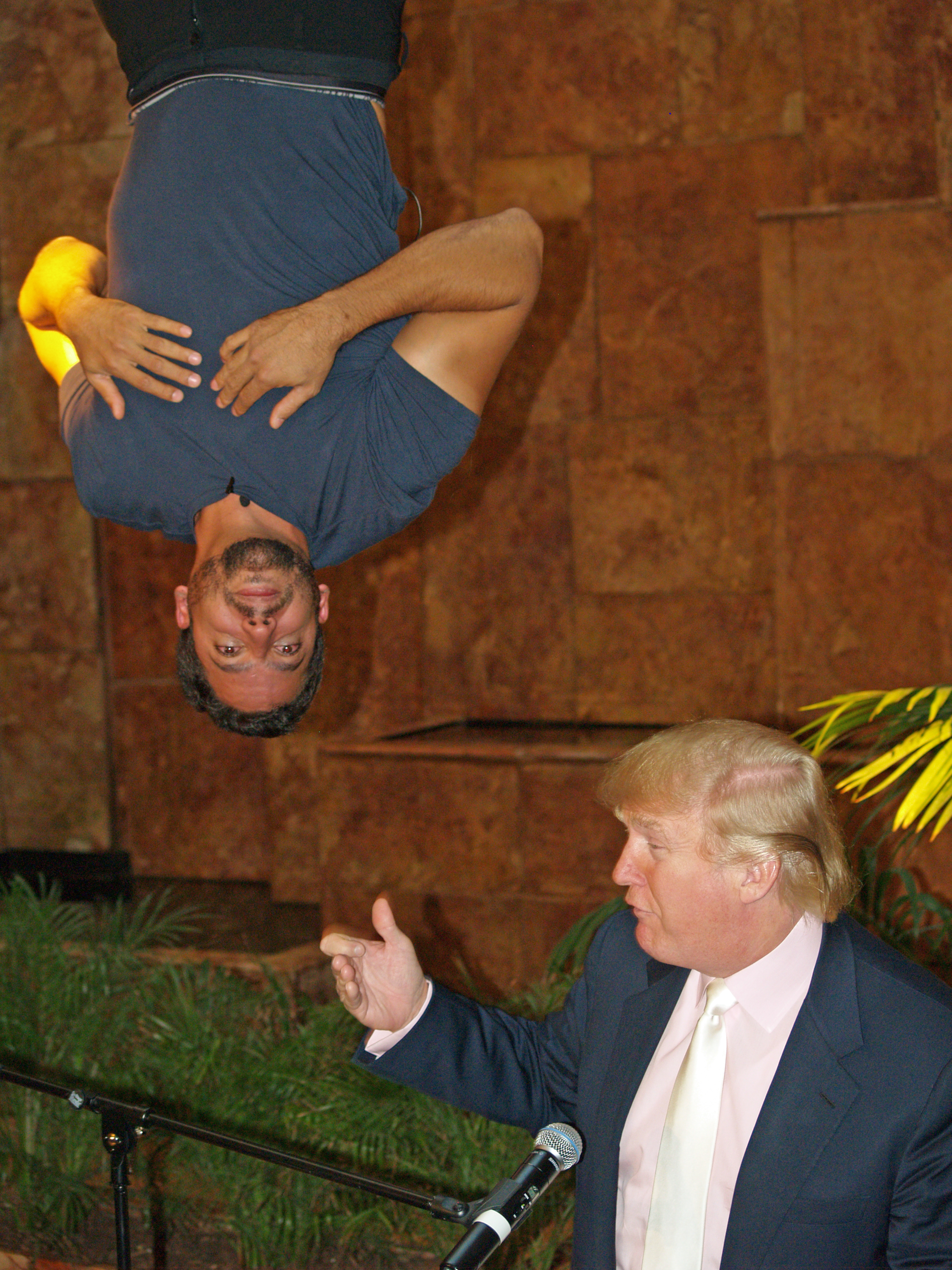
ドナルド・トランプとともに

### 慈善活動
毎年ブレインは世界中の小児病棟や熱傷治療室、 スポッフォード少年院といった少年院へ慰問に行っている。
また、ポール・ニューマンが主催した難病の子供たちの為のサマーキャンプホール・イン・ウォール・ギャング・キャンプで手品を披露したこともあった。

### ハイチ大地震チャリティマジック（Magic For Haiti）
2010年1月15日（金）午前9時から、2010年1月18日（月）午前9時までの72時間、ブレインはタイムズ・スクエアでハイチ大地震の為のチャリティマジック"Magic For Haiti"を開催し、10万ドルを集め寄付した。

### プライベートでのマジック
デビッド・ブレインは政府関係者やセレブリティーに対し、私的にマジックを披露している。米国内では、第42代米国大統領ビル・クリントン、現国務長官ヒラリー・クリントン、第43代米国大統領ジョージWブッシュ、元国防長官ドナルド・ラムズフェルド、元カリフォルニア州知事アーノルド・シュワルツネガー、第56代米国国務長官ヘンリー・キッシンジャー、ニューヨーク市長マイケル・ブルームバーグ、実業家ビル・ゲイツなどの前でマジックを披露した。
また、 第10代ロシア首相ドミートリー・メドヴェージェフ、第3代グルジア大統領ミヘイル・サアカシュヴィリ、第4代ウクライナ大統領ヴィクトル・ヤヌコーヴィチ、カザフスタン共和国初代大統領ヌルスルタン・ナザルバエフなど、海外でも同様にエグゼクティヴに対しマジックを披露している。
また、ブレインはGoogle創立者のセルゲイ・ブリンとラリー・ペイジ、映画監督ウディ・アレン、俳優ジャック・ニコルソン、ロバート・デ・ニーロ、アル・パチーノ、元ボクサーモハメド・アリなどの著名人の前でも、たびたびマジックを披露している。さらに、ブレインはスーパーボウルのハーフタイムショウにて、マイケル・ジャクソンの隣でマジックを披露しており、私生活でマイケルと仲が良かった。